# Santa-Lucia-Gebirge
Das Santa-Lucia-Gebirge (englisch Santa Lucia Range oder Santa Lucia Mountains) ist eine Bergkette an der Küste Kaliforniens. Das Gebirge ist Teil der Southern Coast Ranges, eines Teiles der kalifornischen Küstengebirge. Es gehört weit überwiegend zum Monterey County, nur seine südlichen Ausläufer ragen in das San Luis Obispo County. Bekannt sind die Santa-Lucia-Berge als Hinterland des Küstenstreifens Big Sur am California Highway No. 1.
Die Berge wurden 1602 von dem spanischen Offizier, Entdecker und Kartographen Sebastián Vizcaíno nach der Heiligen Lucia von Syrakus benannt.

## Topographie
Das Santa-Lucia-Gebirge verläuft an der Küste von Monterey 170 Kilometer in südöstliche Richtung bis San Luis Obispo. Der höchste Gipfel ist mit 1786 Meter der Junipero Serra Peak. Im Osten der Berge liegt das Tal des Salinas River, im Südosten liegen der San-Antonio- und der Nacimiento-Stausee.

## Vegetation und Fauna
Die dem Pazifik zugewandte Westseite des Gebirges ist mit einem durch die hohen Niederschläge geprägten Wald bewachsen. Er setzt sich vorwiegend aus Gelbkiefer, Pazifik-Madrone und der endemischen „Grannen-Tanne“ zusammen. Die Santa-Lucia-Berge gehörten zum natürlichen Verbreitungsgebiet des Küstenmammutbaums, seine Bestände in der Region wurden jedoch um die Wende zum 20. Jahrhundert nahezu vollständig abgeholzt. Nur am Salmon Creek stehen noch Reste, sie sind zugleich das südlichste Vorkommen der Art.
Die östliche Seite liegt im Regenschatten und ist bewachsen mit einem als Chaparral bezeichneten Buschland ähnlich der Macchia im Mittelmeerraum. Die Vegetation besteht vorwiegend aus Kreosotbusch, Coulter-Kiefer (Pinus coulteri), Nusskiefer (Pinus sabiniana) und diversen Eichenarten. Typische Faunenelemente sind Maultierhirsche und Gelbschnabelelstern.

## Nutzung und Naturschutz
Nahezu die gesamten Berge sind im Besitz der Bundesregierung. Große Teile sind als Los Padres National Forest ausgewiesen, einem Nationalforst unter Verwaltung des United States Forest Service. Im Nordteil des National Forests liegt die Ventana Wilderness, im Süden die Silver Peak Wilderness. Wilderness Areas sind die strengste Klasse von Naturschutzgebieten der USA. 
Im National Forest werden seit 1997 Kalifornienkondore ausgewildert. Die Art war in den 1980er Jahren in freier Wildbahn ausgestorben und ist Gegenstand des größten Erhaltungszucht-Programms der Vereinigten Staaten. Die kleine Population von Big Sur hat seit etwa 2006 Kontakt zu den Tieren, die im Pinnacles-Nationalpark 50 km östlich ausgewildert werden. In der Ventana Wilderness gab es auch die erste erfolgreiche Brut freilebende Kalifornienkondore des Programms.
Im Südosten gehört ein Teil der Berge zu Fort Hunter Liggett, dem mit rund 800 Quadratkilometer größten Trainingsgelände der United States Military Reserve.

## Tourismus
Das Santa-Lucia-Gebirge bildet das Hinterland zum Küstenstreifen Big Sur und damit die Kulisse für eine klassische touristische Route. Im National Forest gibt es mehrere tausend Kilometer Wege, die von Wanderern, Reitern und Mountainbikern genutzt werden können. Die Wege in den Wilderness Areas sind nur für Wanderer und Reiter zugänglich, Mountainbikes sind hier als mechanische Verkehrsmittel wie in allen Wilderness Areas untersagt. 